# Vindullus kratochvili
Vindullus kratochvili là một loài nhện trong họ Sparassidae.
Loài này thuộc chi Vindullus. Vindullus kratochvili được Lodovico di Caporiacco miêu tả năm 1955.